# Faune de l'Édiacarien

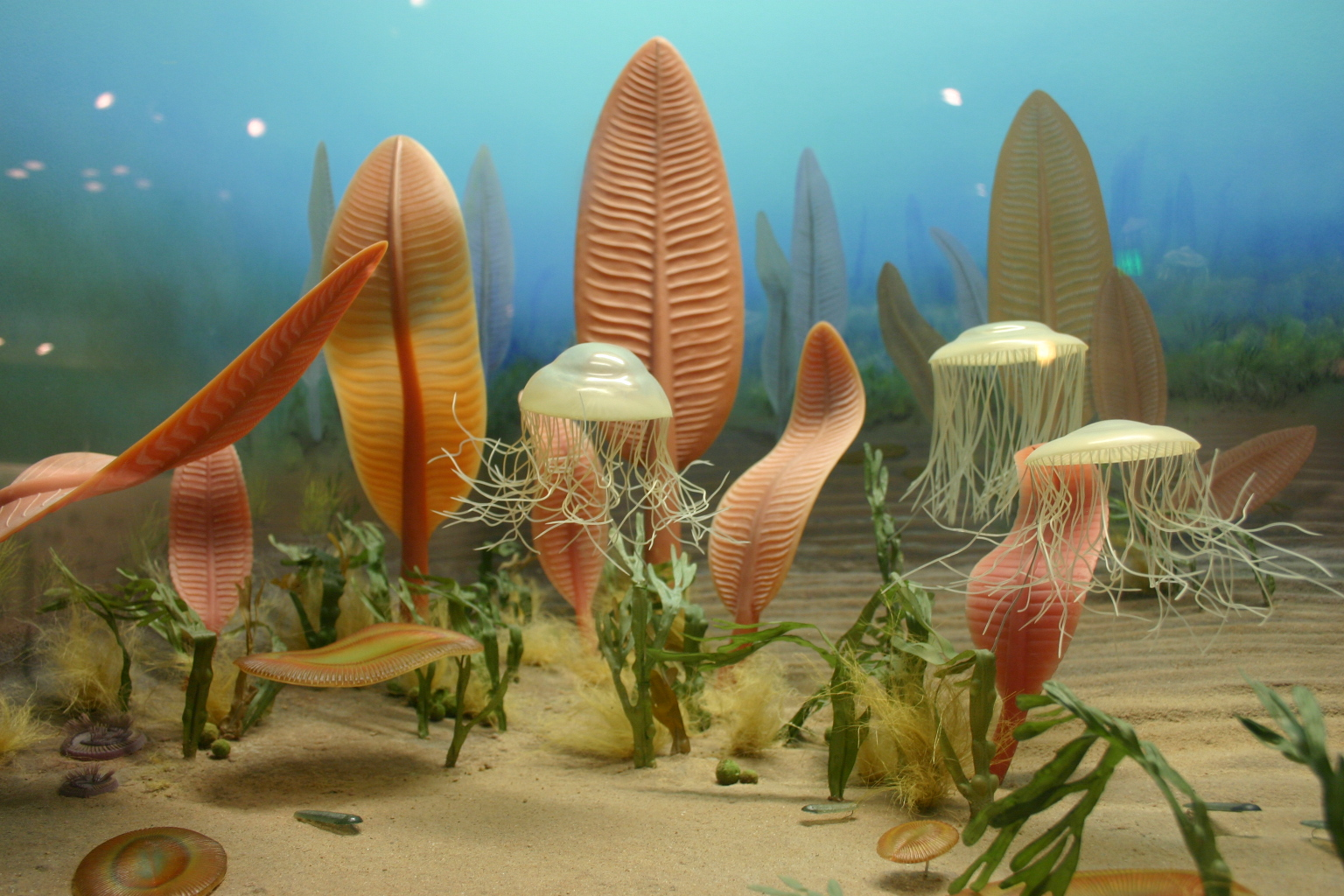
Biodiversité marine à l'Édiacarien.

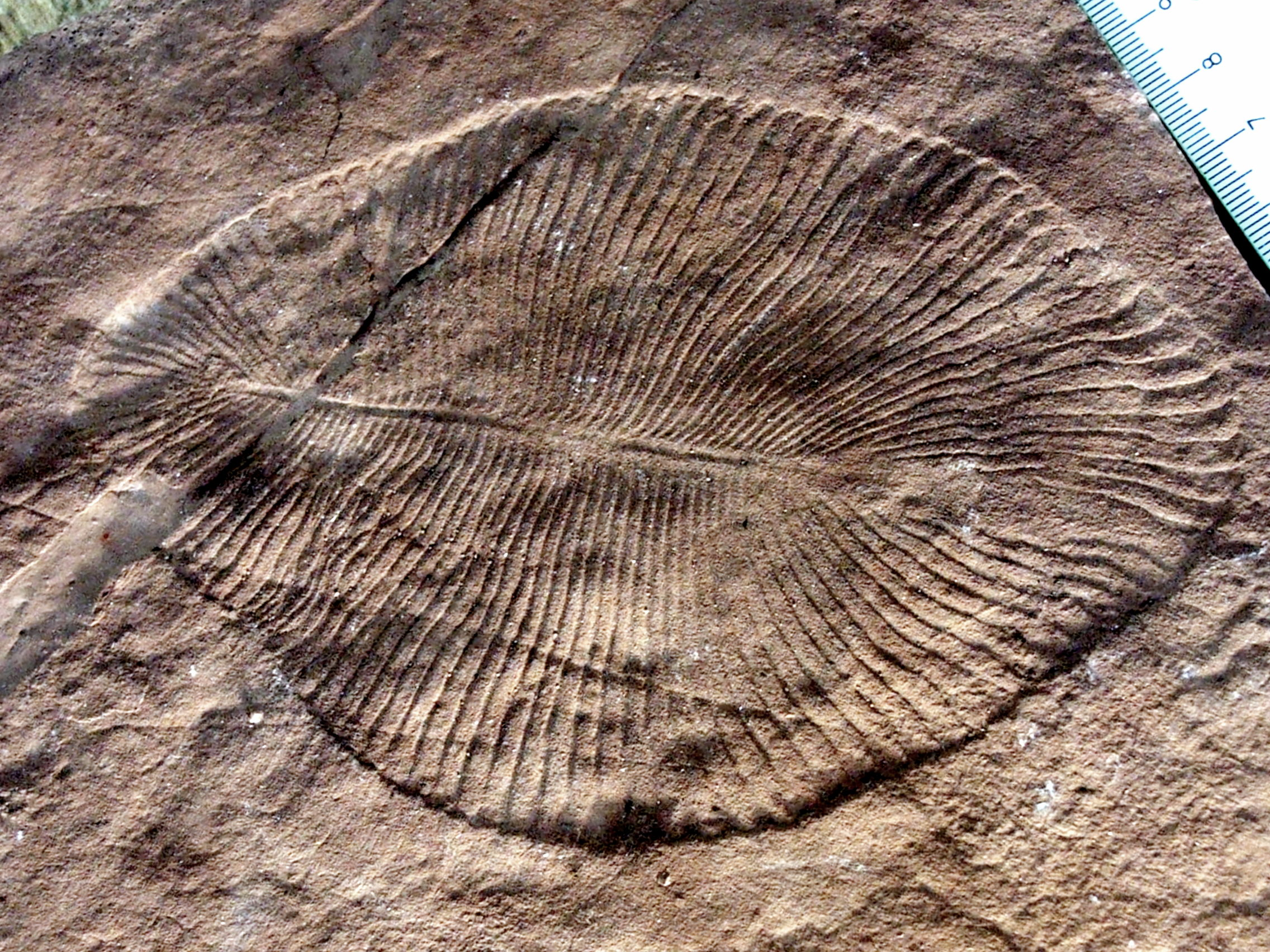
Dickinsonia costata.

La faune de l'Édiacarien, autrefois appelée faune vendienne, est constituée d'organismes fossiles, majoritairement bilatériens, semblables à des feuilles, des plumes, des tubes, des méduses ou des coraux solitaires mous, datant de l'Édiacarien (−635 à −541 Ma), la dernière période géologique de l'ère néoprotérozoïque. Elle doit son nom aux collines Ediacara, situées à 650 km au nord d'Adélaïde en Australie. Les fossiles de ces organismes font partie des plus anciens organismes pluricellulaires complexes connus. La faune de l'Édiacarien se développa lors d'un événement appelé explosion d'Avalon il y a 575 Ma, après que la Terre fut sortie d'une longue période de glaciation lors du Cryogénien. Ces organismes ont été découverts dans 25 pays différents, montrant que cette faune avait une répartition mondiale. Cette faune a disparu en grande partie simultanément avec l'apparition rapide — à l'échelle géologique — de la biodiversité au Cambrien, connue sous le nom d'explosion cambrienne. La plus grande partie des formes d'organisation animales (plans d'organisation) existant aujourd'hui sont apparues lors du Cambrien et non lors de l'Édiacarien. Il semble donc que cette faune particulière s'est éteinte, pour une raison encore inconnue, sans avoir de descendants. Néanmoins les cténophores, lignée actuelle des animaux considérée comme la plus basale et présentant un système nerveux unique et convergent, pourrait y trouver son origine.
Les organismes de l'Édiacarien apparurent vers −585 Ma et s'épanouirent jusqu'à la veille du Cambrien il y a 542 Ma lorsque les caractéristiques de ces fossiles disparurent. Si les premiers fossiles de cette période ont été découverts dans les années 1860, il faudra attendre les années 1960 pour que l'on réalise qu'ils représentaient un écosystème florissant jusque-là inconnu. De rares fossiles du Cambrien moyen (510-500 Ma) pourraient représenter des survivants de cette faune, mais la majeure partie des communautés édiacariennes disparurent à la fin de l'Édiacarien. Il existe de nombreuses hypothèses pour expliquer cette disparition, dont un « biais de conservation » (ils ont peut-être évolué, mais leur descendance ne s'est pas conservée ou bien les couches respectives ont été ultérieurement arasées), un changement environnemental (par exemple climatique) ou encore la compétition avec d'autres formes de vie, ayant acquis la prédation, l'œil, la carapace minéralisée et la nage active.
Déterminer l'emplacement des organismes de l'Édiacarien dans l'arbre de la vie s'est révélé difficile ; il n'est pas même certain qu'il s'agit d'animaux et ils pourraient aussi être des lichens, des algues, des foraminifères, des champignons, des colonies microbiennes ou des intermédiaires entre les plantes et les animaux. La morphologie de certains taxons suggère un lien de parenté avec les éponges, les cténophores ou les cnidaires. Kimberella pourrait être apparentée aux mollusques et d'autres organismes pourraient posséder une symétrie bilatérale même si cela est controversé. La plupart des macro-fossiles sont morphologiquement distincts des formes de vie ultérieures : ils ressemblent à des disques, des tubes ou des sacs molletonnés. Du fait des difficultés pour établir des relations entre ces organismes certains paléontologues ont suggéré qu'ils pourraient représenter une forme de vie éteinte ne ressemblant à aucun organisme vivant, une sorte d'« expérience manquée » de la vie multicellulaire. Le paléontologue Adolf Seilacher a proposé un nouveau règne appelé Vendozoa pour regrouper ces organismes énigmatiques. Plus récemment beaucoup de ces animaux ont été regroupés dans les Petalonamae, un groupe présentant des affinités avec les cténophores.

## Histoire
Les fossiles en forme de disque d'Aspidella furent les premiers fossiles de l'Édiacarien découverts en 1868. Leur découvreur, le géologue Alexander Murray, les utilisa pour corréler l'âge des roches sur Terre-Neuve. Cependant, comme ils se trouvaient sous la « strate primordiale » du Cambrien où l'on pensait que les toutes premières formes de vie étaient apparues, il fallut attendre quatre années pour que quelqu'un ose avancer qu'il pourrait s'agir de fossiles. La proposition d'Elkanah Billings fut rejetée par ses pairs du fait de la simplicité des formes qui selon eux étaient des structures formées par des échappements de gaz ou des concrétions inorganiques. Aucune autre structure similaire n'était alors connue et le débat tomba rapidement dans l'oubli. En 1933, Georg Gürich découvrit d'autres spécimens en Namibie mais la conviction que la vie était apparue au Cambrien le mena à les assigner à la période cambrienne et aucun rapprochement avec Aspidella ne fut fait. En 1946 Reg Sprigg remarqua des « méduses » dans les collines Ediacara dans la chaîne australienne de Flinders mais on considérait que ces roches dataient du début du Cambrien et si la découverte attira l'attention, celle-ci ne fut pas durable.
Ce n'est pas avant la découverte britannique de Charnia en 1957 que l'on commença à considérer que le Précambrien aurait pu abriter la vie. Ce fossile en forme de feuille fut découvert dans la forêt de Charnwood en Angleterre et grâce à la carte géologique réalisée par la British Geological Survey, il était certain que ces fossiles se trouvaient dans des roches précambriennes. Le paléontologue Martin Glaessner fit finalement en 1959 le lien avec les découvertes antérieures, et avec de nouvelles méthodes de datation et un regain d'intérêt pour ces recherches, d'autres spécimens furent découverts.
Tous les fossiles découverts jusqu'en 1967 l'avaient été dans du grès dont la granularité avait empêché la préservation des détails et rendait l'interprétation difficile. La découverte de formations de cendres volcaniques fossilifères à Terre-Neuve changea cela car la cendre fine avait permis la conservation de détails jusque-là invisibles,.
Le manque de communication associé avec la difficulté de corréler des formations géologiques distinctes mena à une pléthore de noms différents pour le biotope. En 1960, le mot français d'« Édiacarien » d'après les collines d'Édiacara en Australie-Méridionale dont le nom était issu de l'aborigène Idiyakra signifiant "l'eau est présente" concurrença les termes de « Sinien » et de « Vendien » pour désigner les roches de la dernière partie du Précambrien et ces noms furent appliqués aux formes de vie. En mars 2004, l'Union internationale des sciences géologiques mit fin au débat en nommant formellement la dernière période du Néoprotérozoïque d'après la ville australienne.

## Préservation

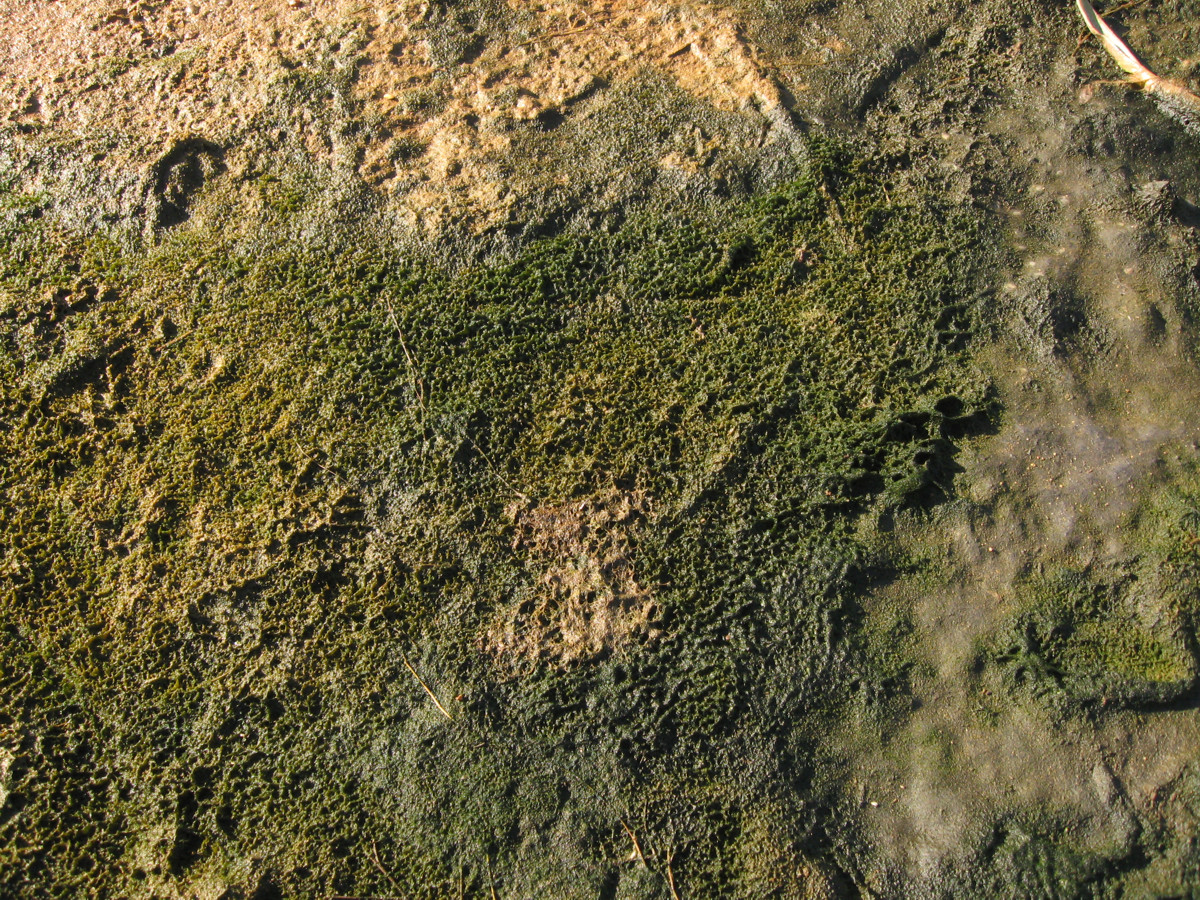
Biofilm composé de cyanobactéries et d'algues sur le rivage de la Mer Blanche.

La grande majorité des fossiles sont formés à partir des squelettes solides des corps décomposés. Par conséquent, la préservation des corps mous et sans squelette de la faune de l'Édiacarien est surprenante. L'absence de créatures foreuses vivant dans les sédiments a certainement aidé car après l'apparition de ces organismes au Cambrien, les cadavres des formes de vie au corps mou étaient généralement détruits avant qu'ils puissent se fossiliser.

### Biofilm
Les biofilms sont des zones sédimentaires stabilisées par la présence de colonies microbiennes qui sécrètent des fluides collants agglomérant les particules sédimentaires. Ils semblent se déplacer verticalement lorsqu'ils sont recouverts d'une fine couche de sédiments mais cela est une illusion causée par la croissance de la colonie : les individus eux-mêmes ne se déplacent pas. Si une couche de sédiment trop épaisse se dépose sur la colonie, celle-ci peut mourir en laissant derrière elle une trace fossile avec une forme et une texture en « peau d'éléphant » caractéristique.

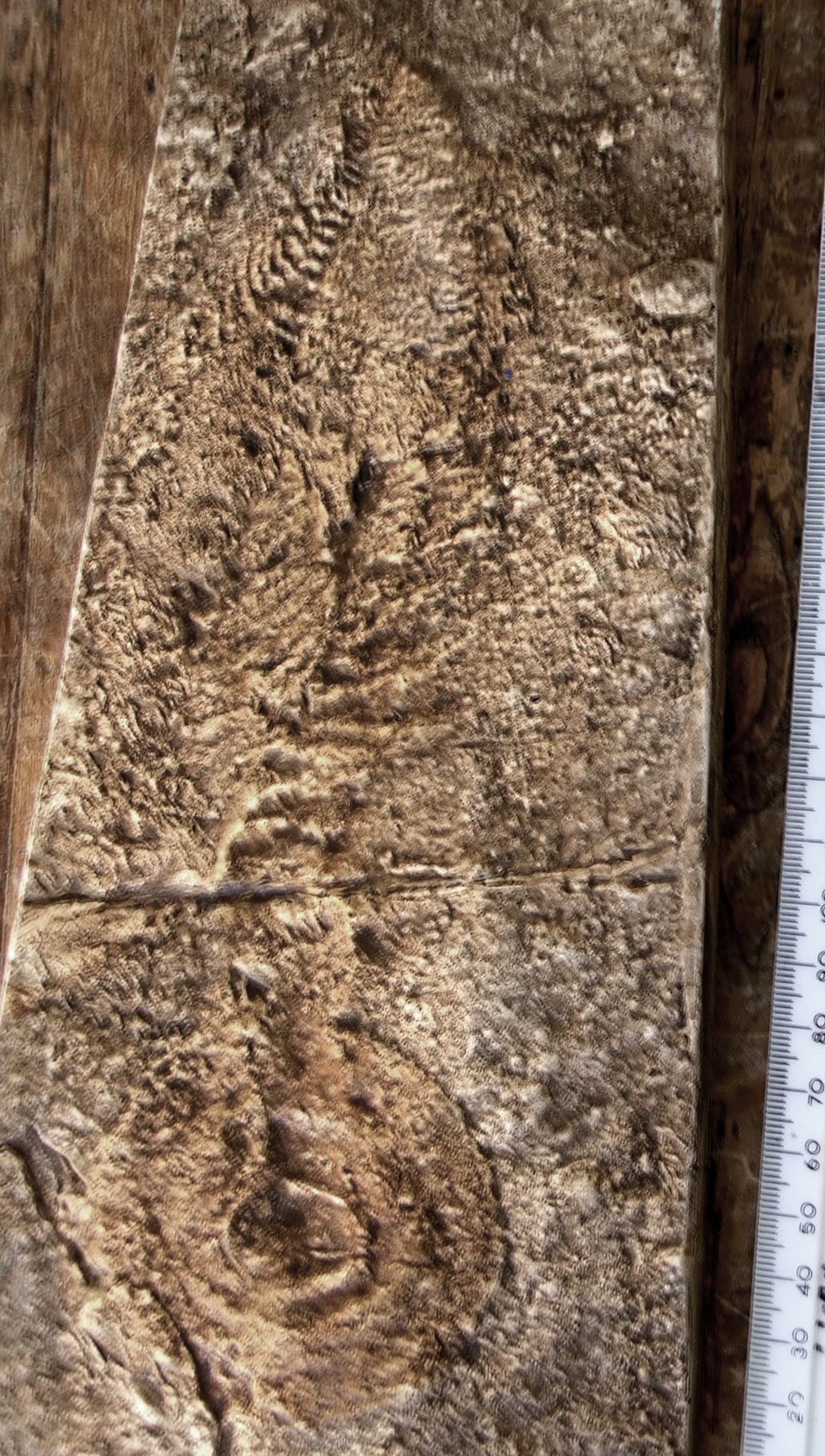
Le fossile Charniodiscus est à peine discernable de la texture en "peau d'éléphant" sur ce moulage.

Les fossiles de l'Édiacarien sont presque toujours découverts dans des couches contenant ces biofilms. Si les biofilms étaient autrefois très répandus, l'apparition d'organismes brouteurs au Cambrien réduisit considérablement leur nombre et ces communautés sont maintenant limitées à des niches écologiques inhospitalières où les prédateurs ne peuvent pas vivre assez longtemps pour les menacer. C'est par exemple le cas des stromatolithes du Havre Hamelin dans la Baie Shark en Australie-Occidentale où les niveaux de sel sont deux fois plus élevés que dans la mer alentour.

### Fossilisation
La préservation de ces fossiles est particulièrement intéressante. En tant qu'organismes mous, ils n'auraient pas dû se fossiliser et à la différence des organismes mous ultérieurs comme ceux des schistes de Burgess (Cambrien) ou du calcaire de Solnhofen (Jurassique), la faune de l'Édiacarien ne se trouvait pas dans un environnement soumis à des conditions locales inhabituelles, il s'agit d'un phénomène global. Le processus en œuvre a dû être systématique et mondial et on pense que les fossiles auraient pu être préservés grâce à leur ensevelissement rapide par des cendres ou du sable. Les couches de cendres offrent plus de détails et facilitent la datation des fossiles grâce à la datation radiométrique. Des moulages de grande précision se sont aussi produits au sein d'argiles d'origine volcanique,.
Cependant, il est plus courant de retrouver des fossiles de l'Édiacarien dans des couches de sable déposées par les tempêtes ou par des courants violents et appelés turbidites. Les organismes mous actuels ne se fossilisent presque jamais lors de tels événements mais la présence de biofilms microbiens a probablement aidé à leur préservation en stabilisant leur empreinte dans les sédiments.
La vitesse de cimentation des couches sédimentaires superposées par rapport à la vitesse de décomposition des organismes détermine si le bas ou le haut des organismes sera préservé. La plupart des fossiles en forme de disques se décomposent avant que les sédiments ne se soient solidifiés, la cendre ou le sable comble alors le vide laissant alors le moule du dessous de l'organisme. À l'inverse, les fossiles molletonnés tendent à se décomposer après la solidification des sédiments supérieurs, ainsi leur surface supérieure est préservée. Dans certains cas, la précipitation des bactéries en minéraux forme un « masque mortuaire » créant un moule de l'organisme.

## Morphologie
| Forme des fossiles de l'Édiacarien |                      |
| Le terme d'acritarche désigne un groupe de fossiles de taille cellulaire auxquels il n'est pas possible d'attribuer une affinité biologique avec certitude.                                   | Un potentiel embryon |
| Tateana inflata est un disque appartenant à un organisme inconnu de taille métrique. |                      |
| Moule de Charnia, le premier organisme complexe du Précambrien reconnu en tant que tel. Il fut un temps rattaché au groupe des pennatules.                                                    |                      |
| Spriggina, un possible précurseur des trilobites, aurait pu être l'un des prédateurs ayant mené à la disparition de la faune de l'Édiacarien et à la diversification des animaux au Cambrien. |                      |
| Trace fossile de la fin de l'Édiacarien. |                      |
| Empreintes fossiles laissées par Yorgia, un organisme brouteur. Le fossile lui-même se trouve à droite.                                                                                       |                      |

La faune de l'Édiacarien présente une grande variété de caractéristiques morphologiques. La taille varie de quelques millimètres à plusieurs mètres ; on trouve des organismes à corps dur comme à corps mou, certains simples, d'autres complexes. Presque toutes les formes de symétrie sont présentes. Ces organismes diffèrent des fossiles antérieurs en présentant une construction organisée, multicellulaire et de grande taille pour la période.
Ces morphologies peuvent être grossièrement rassemblées en taxons :

### Embryons
Les récentes découvertes de vie multicellulaire ont été dominées par celles de prétendus embryons principalement issus de la formation de Doushantuo en Chine. Certaines découvertes ont entraîné une grande agitation médiatique, bien que certains aient avancé qu'il s'agissait plutôt de structures formées par la précipitation de minéraux dans un trou. D'autres « embryons » ont été interprétés comme étant les restes de bactéries géantes consommatrices de soufre semblables à Thiomargarita namibiensis, une vue très contestée mais qui gagne des partisans,. Les micro-fossiles datant de 632,5 Ma, juste après la fin de la glaciation du Cryogénien, pourraient représenter l'étape embryonnaire du cycle de vie de ces premiers animaux connus. Il est également proposé que ces structures représentent l'étape adulte de ces animaux.

### Disques
Des fossiles circulaires comme Arkarua, Tribrachidium, Ediacaria, Cyclomedusa et Rugoconites ont initialement été interprétés comme étant des cnidaires (ou des échinodermes pour les deux premiers), une famille regroupant les méduses et les coraux. Cependant des études ultérieures ont remis en cause cette vision des fossiles en forme de disque et aucun n'est aujourd'hui reconnu avec certitude comme étant une méduse. Il pourrait s'agir du pied charnu d'organismes fixés sur le fond marin voire de protistes; les structures formées où deux disques se sont « rencontrés » pourraient indiquer que ces organismes étaient des colonies microbiennes, mais d'autres pourraient représenter des éraflures créées par la rotation d'organismes fixés sur le fond marin. L'interprétation de ces marques est difficile car seule la partie inférieure des organismes a été préservée par la fossilisation.
L'interprétation des organismes radiés comme Arkarua et Tribrachidium comme étant des échinodermes est elle aussi remise en cause, car la symétrie pentaradiaire semble être apparue secondairement dans ce phylum (comme l'illustrent les homalozoa et helicoplacoidea), et ces fossiles édiacariens ne présentent pas de trace du système circulatoire en calcite propre aux échinodermes.

### Sacs
Des fossiles comme Pteridinium préservés dans les couches sédimentaires ressemblent à des « sacs remplis de boue ». La communauté scientifique est encore très loin d'atteindre un consensus sur leur interprétation.

### Toroïdes
Le fossile Vendoglossa tuberculata du groupe Nama en Namibie a été interprété comme un animal possédant une large cavité digestive et un ectoderme rigide transversal. L'organisme a la forme d'un tore aplati dont l'axe du corps toroïdal semble passer à travers le centre de la cavité digestive présumée.

### Organismes en forme de feuille
Les organismes identifiés dans la définition révisée de Seilacher des vendozoaires partagent une apparence « molletonnée » et ressemblent à un matelas gonflable. Certains de ces organismes ont été déformés ou abimés avant leur fossilisation et ont permis de faciliter le processus d'interprétation. Par exemple, les trois (ou plus) pétaloïdes de Swartpuntia ne peuvent être reconnus que dans un spécimen endommagé.
Ces organismes semblent former deux groupes : les rangéomorphes de forme fractale et les erniettomorphes plus simples. Incluant les fossiles iconiques de Charnia et de Swartpuntia, ce groupe est à la fois le plus représentatif de la faune de l'Édiacarien et le plus difficile à placer sur l'arbre de la vie. Ne disposant pas de bouche, de système digestif, d'organes reproducteurs ou de toute preuve d'anatomie interne, leur mode de vie est quelque peu étrange par rapport aux standards modernes. L'hypothèse la plus largement acceptée est qu'ils se nourrissaient des nutriments présents dans l'eau par osmotrophie ou par osmose.

### Embranchements actuels
Certains organismes de l'Édiacarien présentent des traits qui suggèrent de les rapprocher d'un embranchement encore existant, les excluant de fait des embranchements spécifiques à cette époque (Vendozoaires).
Le plus ancien de ces fossiles est Vernanimalcula guizhouena qui présenterait une symétrie bilatérale mais qui est également interprété comme un acritarche,. Des fossiles ultérieurs sont presque universellement acceptés comme étant des bilatériens comme Kimberella s'apparentant à un mollusque, Spriggina et Parvancorina en forme de bouclier pouvant être rapprochés des arthropodes même si cela est débattu.
Une série d'organismes appelée petits fossiles coquilliers (en anglais : Small Shelly Fossils, SSF) sont représentés à l'Édiacarien comme le fameux Cloudina, caractérisé par une coquille constituée de plusieurs segments emboîtés comme des tasses. Les coquilles de ces organismes présentent souvent des traces de forage laissées par des prédateurs ; cela suggérerait que si la prédation n'était pas très répandue lors de l'Édiacarien, elle était néanmoins présente. Parmi les représentants de cette période, certains taxons existent encore de nos jours. Ainsi les éponges, les algues vertes et rouges, les protistes et les bactéries sont tous facilement reconnaissables et certains précèdent l'Édiacarien de plusieurs millions d'années. Des possibles arthropodes ont également été décrits.

### Traces fossiles
À l'exception de trous verticaux très simples,, les seuls « tunnels » de l'Édiacarien sont horizontaux et se trouvent sur ou juste sous la surface. Ces trous laissent supposer la présence d'organismes mobiles qui auraient probablement possédé une symétrie bilatérale. Cela pourrait les rattacher au clade des animaux bilatériens, comme Yilingia spiciformis, dont la découverte en Chine à la fois de l'animal de 27 cm de long présentant un corps segmenté et de ses traces a montré des similitudes avec des organismes plus récents du Cambrien,. Il pourrait également s'agir d'organismes plus simples se nourrissant en avançant lentement sur le fond marin. Des possibles tunnels remontant jusqu'à 1 100 Ma auraient pu être créés par des animaux se nourrissant sous le biofilm microbien qui les aurait protégés de l'eau de mer inhospitalière ; cependant leur taille inégale et leur extrémité pointue rendent une origine biologique difficile à défendre que même ses partisans ne considèrent plus comme authentiques. Les tunnels observés impliquent un comportement simple et les traces complexes laissées au début du Cambrien par des animaux brouteurs sont absentes. Certains fossiles de l'Édiacarien, en particulier les disques, ont été interprétés comme des traces fossiles mais cette hypothèse n'est pas universellement acceptée. De même que les tunnels, certaines traces fossiles ont été directement rattachées avec des fossiles de la période. Yorgia et Dickinsonia sont souvent situés à l'extrémité de longs chemins fossiles possédant leur forme ; ces fossiles pourraient avoir utilisé des cils pour se nourrir. Le potentiel mollusque Kimberella est associé avec des traces d'éraflures, peut-être formées par une radula.
Des traces fossiles interprétées comme des empreintes de pattes d'un animal à symétrie bilatérienne ont été découvertes en Chine. Ces empreintes de pattes, probablement laissées par un animal de taille millimétrique avec un nombre pair de membres, sont les plus anciennes connues et sont datées de 551 à 541 millions d'années,.
Des scientifiques ont découvert que des protistes unicellulaires de la taille d'un grain de raisin pouvaient former des empreintes ressemblant à celles d'organismes multicellulaires. Bien que leur déplacement soit lent, il est constant et cela pourrait suggérer que certaines traces fossiles de l'Édiacarien auraient pu être créées par des protistes, rendant difficile la distinction entre vie unicellulaire et multicellulaire à cette période.

## Classification et interprétation
La classification de la faune de l'Édiacarien est difficile et de nombreuses théories existent pour tenter de les placer sur l'arbre de la vie.

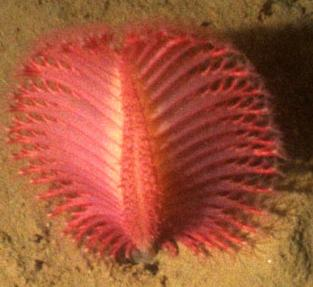
Un pennatule, un cnidaire moderne ressemblant à Charnia.

### Cnidaires
Comme les eumétazoaires — animaux multicellulaires avec des tissus — les plus primitifs sont les cnidaires, ces fossiles furent initialement interprétés comme étant des méduses ou des pennatules. Cependant, des découvertes plus récentes ont établi que la plupart des formes circulaires auparavant considérées comme des méduses sont en fait des pieds charnus permettant le maintien des organismes en forme de feuille sur le fond marin. Un exemple notable est Charniodiscus, une empreinte circulaire par la suite rattachée à la longue « tige » d'un organisme en forme de feuille qui porte maintenant son nom,.
Le lien entre certains organismes en forme de feuille de l'Édiacarien et les pennatules a été contesté sur plusieurs points en particulier leur absence dans les enregistrements fossiles avant le Tertiaire et l'apparente cohésion entre les segments des organismes de l'Édiacarien,,.
Toutefois, Auroralumina attenboroughii est proposé comme appartenant au groupe souche des Médusozoaires.

### L'aube de la vie animale?

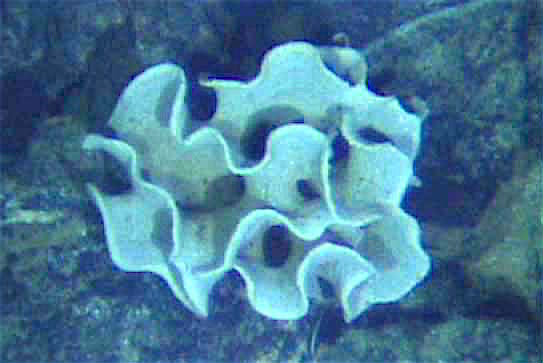
Xenophyophore dans le point chaud des Galápagos.

Martin Glaessner proposa dans The Dawn of Animal Life (1984) que la faune de l'Édiacarien faisait partie d'un groupe-couronne des embranchements modernes et que si elle semblait si étrange c'est parce qu'elle n'avait pas encore évolué pour arborer les caractéristiques utilisées dans la classification moderne. Adolf Seilacher répondit en suggérant que les animaux avaient remplacé les protistes géants comme la forme de vie dominante lors de l'Édiacarien. Les xénophyophores modernes sont de grands protozoaires unicellulaires que l'on trouve dans tous les océans du monde principalement dans les plaines abyssales. Une récente étude génétique suggère que les xénophyophores sont un groupe spécialisé des foraminifères. Il en existe approximativement 42 espèces réparties en 13 genres et 2 ordres ; l'un d'entre eux Syringammina fragilissima est l'un des plus grands protozoaires connu avec près de 20 cm de diamètre.
En 1998, Mark McMenamin avança que les Édiacariens n'avaient pas d'étape embryonnaire et ne pouvaient donc pas être des animaux. Il considérait qu'ils avaient développé indépendamment un système nerveux, signifiant que le « chemin vers la vie intelligente avait été multiple sur cette planète » ; cependant cette idée n'est pas largement acceptée.
En 2019, a été découvert en Chine Yilingia spiciformis, un organisme vermiforme vivant il y a entre environ 551 et 539 millions d'années, pendant l'Édiacarien,.

### Nouvel embranchement
Seilacher suggéra que les organismes de l'Édiacarien représentaient un groupe unique et aujourd'hui disparu de formes de vie ayant évolué à partir d'un ancêtre commun (clade) et appartenaient au règne des Vendozoaires,, nommé d'après l'appellation obsolète de Vendien pour désigner l'Édiacarien.
Il décrivit les Vendozoaires comme des cnidaires molletonnés ne disposant pas de nématocystes. Cette absence empêche la méthode actuelle d'alimentation des cnidaires et Seilacher proposa alors que ces organismes survivaient grâce à une symbiose avec des organismes photosynthétiques ou chimiotrophes. Mark McMenamin considère ces stratégies d'alimentation comme caractéristiques de l'ensemble du biotope et fait référence à la vie marine de cette période comme le « jardin de l'Édiacarien ».

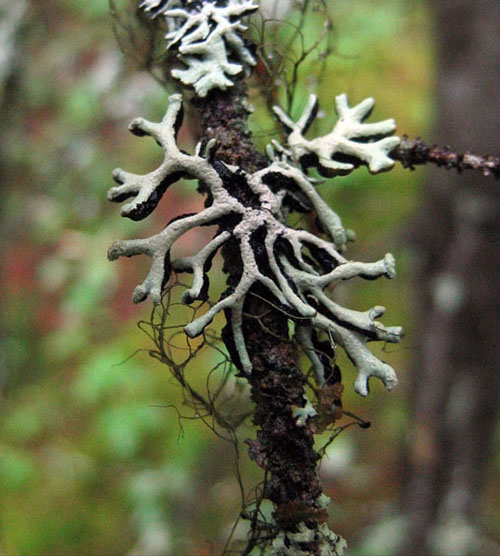
Le lichen pourrait être préservé d'une manière similaire à celle du bois.

### Lichens
Gregory Retallack a émis l'hypothèse que les organismes de l'Édiacarien étaient des lichens mais cette théorie n'est pas unanimement acceptée,. Il avance que les fossiles ne sont pas aussi écrasés que les méduses fossilisées dans des conditions similaires et que leur relief rappelle celui du bois pétrifié. Il indique également que les parois chitineuses des colonies de lichens fournissent une résistance similaire à la compression et avance que la grande taille des organismes, parfois de plus d'un mètre, s'oppose à une classification dans le règne animal.

### Autres interprétations
Presque tous les embranchements possibles ont été utilisés pour tenter de rattacher la faune de l'Édiacarien. On a par exemple invoqué des algues, des protistes appelés foraminifères, des mycètes, des bactéries ou des colonies microbiennes et même des intermédiaires hypothétiques entre les animaux et les plantes.

## Origines
Il est peut-être possible de trouver des fossiles âgés de 3,46 Ga,, la première preuve incontestable de vie date de 2 700 Ma et les cellules à noyaux existent avec certitude depuis 1 200 Ma. Au paléoprotérozoïque, il y a plus de 2 Ga, dans ce qui est aujourd'hui l'Afrique équatoriale, on trouve des fossiles macroscopiques, les « gaboniontes », sans qu'une filiation puisse être démontrée entre eux, les algues rouges, premiers pluricellulaires incontestables apparus il y a environ 1 200 Ma, et les fossiles de l'Édiacarien, premiers métazoaires apparus il y a 655 Ma.
La question est donc de savoir pourquoi des formes de vies aussi complexes que celles de l'Édiacarien ne sont pas apparues beaucoup plus tôt. Les réponses possibles sont multiples : variations climatiques brutales et fréquentes, activité volcanique intense, taux de radioactivité et de rayonnement cosmique élevés, absence de sexualité et d'échange systématique de gènes donc variabilité génétique faible et évolution très lente… voilà pourquoi l'accroissement du niveau de complexité prend tant de temps et pourquoi les traces d'organismes semi-complexes comme Nimbia occlusa (en) apparaissent si tardivement, il y a 770 Ma ou seulement 610 Ma.

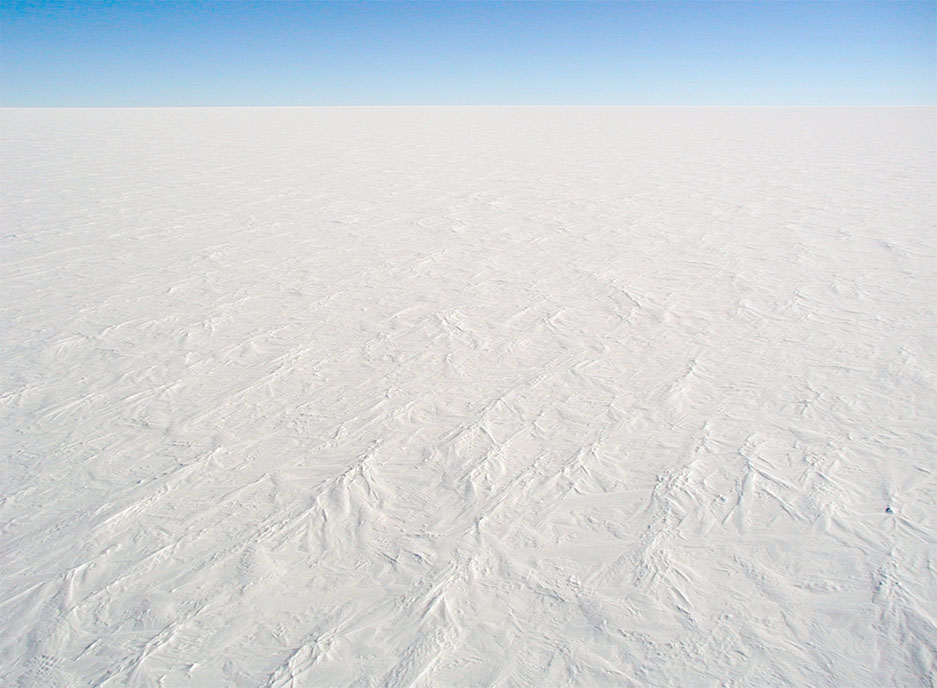
Des inlandsis globaux pourraient avoir retardé ou empêché l'apparition de la vie multicellulaire, sauf autour des sources hydrothermales abyssales.

Une vision complémentaire considère que jusqu'à l'Édiacarien, il n'y avait pas, pour un être vivant, d'avantage à être grand car, en l'absence de prédation, prospérer en restant microscopique était facile tant que les ressources et les conditions le permettaient. Le plancton actuel en est un exemple car sa petite taille autorise une reproduction rapide lui permettant de profiter des éphémères pullulations d'algues. Cependant, pour que la grande taille ne soit jamais favorable, l'environnement devait être très différent. Par exemple, un premier facteur limitant est le taux d'oxygène atmosphérique : sans un complexe système circulatoire, de faibles concentrations en oxygène ne peuvent pas atteindre le centre d'un grand organisme pour satisfaire ses besoins métaboliques.
Sur la terre ferme, les éléments réactifs comme le fer ou l'uranium existaient sous une forme réduite ; ces derniers réagirent donc avec l'oxygène produit par les organismes photosynthétiques. Par conséquent, la concentration en oxygène de l'atmosphère ne pouvait pas augmenter avant que tout le fer (produisant des gisements de fer rubané) et les autres éléments se soient oxydés.
Donald Canfield a repéré les premières concentrations significatives d'oxygène atmosphérique juste avant l'apparition des premiers fossiles de l'Édiacarien et la présence de l'oxygène atmosphérique a rapidement été considérée comme un possible facteur pour la radiation de l'Édiacarien. L'oxygène semble s'être accumulé en deux étapes ; l'apparition de petits organismes immobiles semble être corrélée avec une première période d'oxygénation et des organismes plus grands et mobiles lors d'une seconde période d'oxygénation. Cependant ces affirmations ont été critiquées car la relative anoxie semble avoir eu peu d'effets au début du Cambrien et au Crétacé.
Les périodes de froid intense auraient également pu être un obstacle à l'évolution de la vie multicellulaire. Les premiers embryons connus, dans la formation Doushantuo, apparaissent juste un million d'années après la fin d'une glaciation globale, ce qui pourrait suggérer que la couche de glace et les océans froids auraient pu empêcher l'émergence d'une vie multicellulaire.
Au début de l'année 2008, une équipe de chercheurs a analysé la variété de structures corporelles de base (« disparité ») d'organismes de l'Édiacarien issus de trois champs fossiles distincts : Avalon au Canada, 575 Ma à 565 Ma, la mer Blanche en Russie, 560 Ma à 550 Ma et Nama en Namibie 560 Ma à 542 Ma, immédiatement avant le début du Cambrien. Ils conclurent que si le champ de la mer Blanche était celui qui abritait le plus d'espèces, il n'y avait pas de différences significatives de disparité entre les trois groupes et il se pourrait que ces organismes aient connu une sorte d'« explosion » évolutionnaire similaire à celle du Cambrien avant 575 Ma.

## Disparition
Le faible nombre de fossiles signifie que la disparition des Édiacariens reste assez mystérieuse mais il semble qu'elle fut assez rapide.

### Biais de préservation
La disparition soudaine des fossiles de l'Édiacarien au début du Cambrien pourrait simplement être la cause de la disparition des conditions ayant favorisé la fossilisation de ces organismes qui auraient continué d'exister sans laisser de traces fossiles. Cependant, s'ils étaient communs, quelques spécimens, auraient dû être préservés dans les exceptionnels assemblages fossiles (Lagerstätte) de Burgess ou de Maotianshan. Il se pourrait cependant que ces assemblages fossiles représentent un environnement jamais occupé par la faune de l'Édiacarien ou que les conditions nécessaires à leur préservation n'aient pas été présentes.

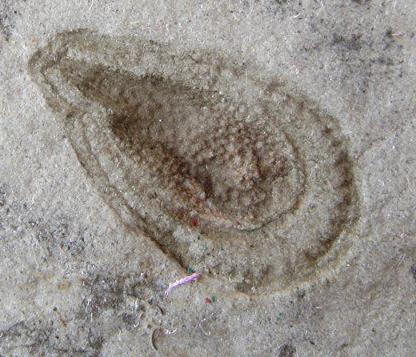
Kimberella pourrait avoir été un prédateur des Édiacariens.

### Prédation et broutage
Il a été suggéré qu'au début du Cambrien, des organismes situés plus haut dans la chaine alimentaire aient entrainé la disparition des biofilms microbiens. Si ces animaux brouteurs sont apparus au moment du déclin de la faune de l'Édiacarien, il est possible qu'ils aient déstabilisé le substrat microbien et ainsi l'ensemble du biotope.
De même, les animaux à corps dur auraient pu se nourrir directement sur les Édiacariens relativement sans défenses.
Cependant, il se pourrait que si l'interprétation de Kimberella comme un animal brouteur est correcte alors cela signifie que la faune de l'Édiacarien était déjà exposée à une faible « prédation ».

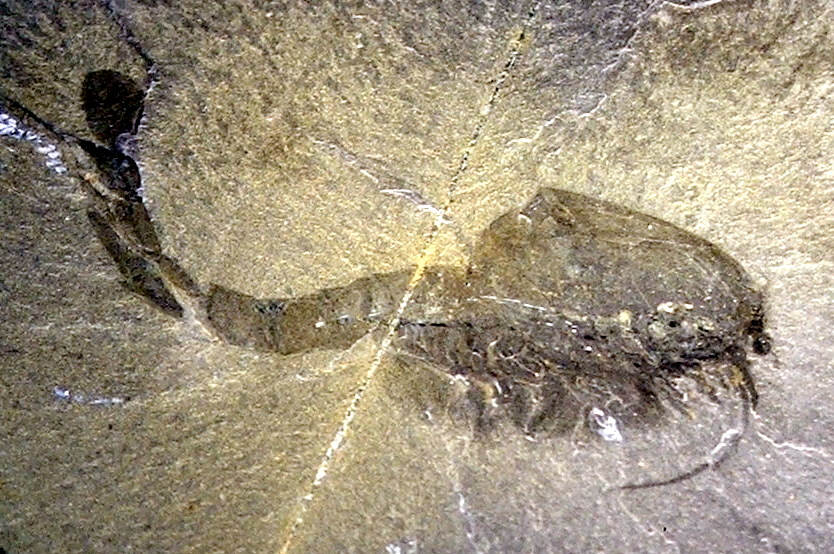
Des animaux du Cambrien comme Waptia pourraient être entrés en compétition ou s'être nourris des formes de vie de l'Édiacarien.

### Compétition
Il est possible qu'un accroissement de la compétition liée à l'évolution d'innovations clés chez d'autres groupes, peut-être en réponse à la prédation, ait chassé les organismes de l'Édiacarien de leurs niches écologiques. Cependant, cet argument n'a pas permis d'expliquer des phénomènes similaires. Par exemple, l'« exclusion compétitive » des brachiopodes par les mollusques bivalves est finalement considérée comme la coïncidence de deux tendances non liées.

### Changement des conditions environnementales
S'il est difficile d'interpréter les effets de changements planétaires sur les organismes et les écosystèmes, de grands changements eurent lieu à la fin du Précambrien et au début du Cambrien. La dislocation des supercontinents, la montée du niveau de la mer (créant des bas-fonds accueillants pour la vie), une crise nutritive, des fluctuations de la composition atmosphérique dont celle des niveaux d'oxygène et de dioxyde de carbone et des changements dans la chimie de l'océan (favorisant la biominéralisation) auraient pu jouer un rôle.

### Persistance jusqu'à nos jours
Une découverte effectuée en 2014 a posé la question de la disparition totale de cette faune. Des spécimens prélevés en 1986 dans des sédiments marins situés entre 400 et 1 000 m de profondeur présentent une structure diploblastique et adoptent la forme d'un champignon d'un centimètre de diamètre. Leur morphologie rappelle fortement certains fossiles édiacariens, en particulier les trilobozoaires. Les auteurs de l'étude ont appelé ces animaux dendrogrammas. Ils ont identifié deux espèces Dendrogramma enigmatica et Dendrogramma discoides. En 2016, des analyses génétiques ont permis de déterminer qu'il s'agit en réalité d'hydrozoaires de l'ordre des siphonophores, qui trouvent leur place dans la famille des Rhodaliidae,.

## Assemblages
Des fossiles de l'Édiacarien ont été découverts dans environ 25 lieux dans le monde et ont été regroupés en trois grands types nommés d'après les lieux de découvertes. Chaque assemblage semble avoir connu une rapide diversification initiale et n'a pas vraiment évolué durant le reste de son existence.

### Assemblage d'Avalon
L'assemblage d'Avalon est défini à Mistaken Point sur l'île de Terre-Neuve au Canada, le plus ancien site possédant une grande concentration de fossiles de l'Édiacarien. L'assemblage est facilement daté car il contient de nombreux lits de cendres, qui sont une bonne source de zircons utilisés pour la méthode de datation radiométrique. Ces cendres fines ont également permis de préserver les plus fins détails des organismes. Ces derniers semblent avoir existé jusqu'à l'extinction de tous les Édiacariens au début du Cambrien.
L'écosystème comprenait des rangéomorphes vivants fixés sur le fond marin comme Charnia qui possédaient tous une structure fractale. Ils furent probablement préservés in situ (sans déplacement post-mortem) même si ce point est encore disputé. L'assemblage, bien que moins diversifié que ceux d'Édiacara ou de Nama, ressemble aux communautés du Carbonifère vivant en se nourrissant des nutriments en suspension dans l'eau de mer, ce qui pourrait suggérer un système de filtration car l'écosystème selon une première hypothèse (2004) se trouvait probablement dans des eaux trop profondes pour permettre la photosynthèse. La faible diversité pourrait refléter la profondeur de l'eau, qui aurait limité les possibilités de spéciation.
Plus récemment (2016), l'analyse chimique de ces paléosols montre que les communautés édiacariennes de Terre-Neuve vivaient dans des paléoclimats tempérés humides et froids, et probablement dans des eaux douces ou saumâtres peu profondes mais turbides, alors que celles qui ont été découvertes dans le sud de l'Australie ont été associées à des paléoclimats arides et chauds.

### Assemblage d'Ediacara
L'assemblage d'Ediacara est nommé d'après les collines Ediacara en Australie et regroupe des fossiles préservés dans des zones situées près de l'embouchure des rivières. Ils sont généralement trouvés dans des couches superposées de sable et de vase. La plupart des fossiles ont été préservés sous la forme d'empreintes dans le biofilm microbien mais plusieurs sont fossilisés dans les couches de sable,.

### Assemblage de Nama
L'assemblage de Nama est principalement représenté en Namibie. La préservation en trois dimensions est la plus courante et les organismes sont fossilisés dans des couches de sable. Dima Grazhdankin considère que ces organismes représentent des animaux fouisseurs tandis que Guy Narbonne avance qu'ils vivaient en surface. Ces couches de sable sont prises en sandwich entre des couches de grès et de schiste. L'écosystème se trouvait probablement dans un banc de sable situé à l'embouchure d'un défluent d'un delta.

### Importance des assemblages
Dans la région de la Mer Blanche en Russie, les trois assemblages sont présents. Cela pourrait indiquer qu'ils ne représentaient pas des étapes évolutionnaires ou des communautés distinctes. Comme ils ont été retrouvés dans toutes les régions du monde (à l'exception de l'Antarctique), la géographie ne semble pas avoir été un facteur car les mêmes fossiles ont été retrouvés à toutes les paléolatitudes (latitude à laquelle le fossile s'est formé en tenant compte de la tectonique des plaques) et dans des bassins sédimentaires séparés.
Il est plus probable que les trois assemblages montrent des organismes s'étant adaptés à des environnements différents et que l'apparente diversité n'est que le résultat du faible nombre de fossiles découverts. Comme la faune de l'Édiacarien marquait une première étape dans la vie multicellulaire, il n'est pas surprenant que tous les modes de vie n'aient pas été employés. On estime que sur 92 modes de vie potentiellement possibles (combinaison de mode d'alimentation et de mobilité), pas plus de douze étaient employés à la fin de l'Édiacarien. Le manque de prédation à grande échelle et d'animaux fouisseurs ont probablement été les facteurs les plus limitants de la diversité écologique ; leur émergence au début du Cambrien aurait joué un grand rôle dans l'explosion cambrienne.